# Zutphen
Zutphen (nizozemska izgovorjava: [ˈzʏtfə(n)] ()) je mesto in občina v provinci Gelderland na Nizozemskem. Leži kakih 30 km severovzhodno od Arnhema, na vzhodnem bregu reke IJssel, na mestu, kjer se ji pridruži Berkel. Prvič omenjeno v 11. stoletju, zdi se, da ime kraja pomeni »južni fen« (zuid-veen v sodobni nizozemščini). Leta 2005 se je občina Zutphen združila z občino Warnsveld in ohranila svoje ime. Leta 2014 je imela občina 47.609 prebivalcev.

## Zgodovina
Približno leta 300 našega štetja je bilo germansko naselje prva stalna naselbina na kompleksu nizkih rečnih sipin. Na tem območju je živelo germansko pleme Hamavi. Medtem ko je bilo veliko takšnih naselij zapuščenih v zgodnjem srednjem veku, je Zutphen na strateškem sotočju rek IJssela in Berkel ostal. Po vključitvi dežel IJssel v Frankovsko cesarstvo Karla Velikega je Zutphen postal lokalno središče upravljanja vojvodine Hamaland oziroma vojvod Hamalandskih, ki so jih v začetku 11. stoletja zamenjali Grofje Zutphenski. Normani so ga leta 882 napadli in opustošili. Nato je bila zgrajena krožna trdnjava za zaščito nastajajočega mesta pred napadi Vikingov.
V 11. stoletju je bil Zutphen več let kraljeva rezidenca; zgrajena je bila pfalca, skupaj z veliko kapiteljsko cerkvijo, predhodnico sedanje cerkve sv. Valburge. Grofje Zutphenski so pridobili veliko moč, dokler rod grofov ni izumrl v 12. stoletju. Po smrti očeta in brata Ermengarde se je dedinja Zutphena poročila z grofom Gelderskim; njen sin Henrik I., grof Gelderski, je bil prvi, ki je nosil oba naslova.
Naselje je dobilo mestne pravice med letoma 1191 in 1196, s čimer je postalo eno najstarejših mest v državi. To mu je omogočilo samoupravo in lastno sodišče. Samo Utrecht in Deventer sta bila pred njim pri prejemu mestnih pravic. Zutphen je postal matično mesto več drugih mest v Geldersu, kot so Arnhem, Doetinchem, Doesburg, Lochem, Harderwijk, Venlo in Emmerich. Postal je tudi del Hanzeatske zveze, skupine mest z velikim bogastvom; ta zveza je bila gospodarsko središče v tem delu Evrope.
V 12. stoletju so v Zutphenu kovali kovance grofje Gelderski in Zutphenski: Henrik I. (okoli 1150) in Oton I. (1182–1207). Čeprav je imelo mesto nekaj stoletij pravice kovanja, se je to aktivno uporabljalo le v štirih obdobjih: 1478–1480, 1582–1583, 1604–1605 in 1687–1692.
Največja in najstarejša cerkev v mestu je cerkev sv. Valburge, ki izvira iz 11. stoletja. Sedanja gotska stavba vsebuje spomenike nekdanjih grofov Zutphenskih, kandelaber iz 14. stoletja, dovršen bakren krstilnik (1527) in spomenik družini Van Heeckeren (1700). Knjižnica kapitlja vsebuje predreformacijsko zbirko, vključno z nekaj dragocenimi rokopisi in inkunabulami. Velja za eno od petih preostalih srednjeveških knjižnic v Evropi (v Angliji in Italiji). Knjige te priklenjene knjižnice so še vedno priklenjene na staro leseno mizo – običaj izpred stoletij, ko je »javna knjižnica« uporabljala verige za preprečevanje kraje.
Ker je bilo utrjeno, je mesto zdržalo več obleganj, zlasti med osemdesetletno vojno, najbolj slaven boj pod njegovim obzidjem je bila bitka pri Zutphenu septembra 1586, ko je bil sir Philip Sidney smrtno ranjen. Zutphen, ki so ga Španci zavzeli leta 1587 z izdajo angleškega poveljnika Rowlanda Yorka, je pri obleganju Zutphena leta 1591 dobil Mavricij, princ Oranski, in razen dveh kratkih obdobij, enega leta 1672 in drugega med francoskimi revolucionarnimi vojnami, od takrat ostaja del Nizozemske. Njegove utrdbe so bile razstavljene leta 1874. V drugi svetovni vojni so mesto večkrat bombardirale zavezniške sile, ker je bil most čez reko IJssel ključnega pomena za podporo nemškim vojakom v Arnhemu po operaciji Market Garden. Po dveh tednih bojev je bilo mesto osvobojeno 14. aprila 1945. Po vojni se je začel program obnove. Zutphen ima danes eno najbolje ohranjenih srednjeveških mestnih središč severozahodne Evrope, vključno z ostanki srednjeveškega mestnega obzidja in nekaj sto stavb iz 13., 14. in 15. stoletja.

## Moderno mesto
Staro jedro je drugo svetovno vojno preživelo skoraj v celoti. Vendar so bili nekateri deli mesta izgubljeni, zlasti območje okoli železniške postaje, v severnem delu mestnega jedra, znanem kot Nieuwstad (slovensko: Novo mesto). V središču mesta je veliko monumentalnih stavb iz 14. in 15. stoletja, nekatere pa segajo celo v 13. stoletje, na primer območje domov za upokojence. Na več mestih so tudi ostanki starega mestnega obzidja.
Zutphen je danes sodobno majhno mesto. Mestno območje, ki vključuje vas Warnsveld, ima približno 51.000 prebivalcev.

## Kultura

### Zanimive stavbe in trgi
Ker ima Zutphen veliko zgodovinskih stavb s stolpom, se pogosto imenuje mesto stolpov. Ker v središču mesta skoraj ni sodobnih stolpnic, so zgodovinski stolpi zelo vidni in tvorijo obzorje Zutphena. Naslov mesto stolpov se pogosto uporablja v oglaševanju, da privabi turiste.

#### Verska arhitektura
Cerkev sv. Valburge je bila zgrajena kot romanska kolegijska cerkev okoli leta 1050. Nato so jo večkrat preuredili, dozidali in predelali. V stolpu je šest zvonov, ki jih še vedno vodijo ročno.
Od leta 1561 je bila cerkvi prizidana kapiteljska knjižnica. Ustanovljena je bila kot javna knjižnica za bogate meščane Zutphena. Knjižnica vsebuje pomembno zbirko knjig iz 15. do 17. stoletja.
Cerkev Broederen (bratov) je samostanska cerkev dominikanskega reda iz zgodnjega 14. stoletja. Od leta 1983 se cerkev uporablja kot mestna knjižnica, pred kratkim pa je bila temeljito obnovljena. Na vrhu cerkve je strešni stolp iz leta 1771 z vratarskim zvonom. Ta zvon še danes zvoni vsak dan med 9.50 in 22.00 uro, ko so bila do leta 1853 zaprta mestna vrata.
V cerkvi Nieuwstads (novo mesto) je katoliška skupnost. Kot župnijska cerkev je bila ustanovljena okoli leta 1250. Od takrat je bila večkrat razširjena, preurejena in obnovljena. Ima štiri izvirne srednjeveške zvonove.

#### Posvetna arhitektura
Stolp Drogenaps je bil zgrajen med letoma 1444 in 1446 kot mestna vrata. Leta 1465 so vhod zazidali, nakar je namesto vrat postal znan kot stolp. Okoli leta 1555 je tam živel mestni glasbenik Tonis Drogenap, po katerem se danes stolp tudi imenuje. Od leta 1888 do 1927 je bil stolp uporabljen kot vodni stolp.
Stolp Wijnhuis (Winery) je med letoma 1618 in 1642 zgradil mestni gradbeni mojster Emond Hellenraet pod vplivom Hendricka de Keyserja. Leta 1644 sta brata Pieter in François Hemony izdelala prvi na svetu pravilno uglašen kariljon za ta stolp. V poletnih mesecih se redno prirejajo kariljonski koncerti.
Stolp Bourgonje je bil obrambni stolp, zgrajen leta 1457. Zgrajen je bila med gelderlandsko-burgundsko vojno. V tem stolpu je nizozemski teolog in filozof Johannes Florentius Martinet napisal svoj Katechismus der Natuur (Katekizem narave).
Berkeljska vrata so del mestnega obzidja na vzhodni strani srednjeveškega mesta. Ta vrata čez reko Berkel so povezovala staro in novo mesto. Zgrajena so bila leta 1320. Imela so tudi zahodni dvojnik, vendar so bila ta vrata leta 1772 porušena.

#### Druge zanimive znamenitosti v Zutphenu
Mesto Zutphen ima skoraj 400 narodnih spomenikov in več kot 500 lokalnih spomenikov. Je eno najpomembnejših in dobro ohranjenih zgodovinskih mestnih središč na Nizozemskem. Ima veliko srednjeveških hiš, zlasti iz 14. stoletja. Te hiše, pogosto z okrasnimi fasadami, je mogoče opaziti po vsem mestnem središču.
Ob sprehodu ob stari mestni tržnici se vidi več velikih stavb iz 18. in 19. stoletja, ki so nekoč pripadale premožnim meščanom in trgovcem.

## Regionalni center
Zutphen, čeprav relativno majhno mesto, je središče nizozemskih pravnih institucij. V Zutphenu je eno od 13 nizozemskih sodišč, pa tudi nacionalna ustanova za usposabljanje sodnikov in državnih tožilcev (SSR), nacionalna policijska akademija za višje policijske preiskovalce, trije zapori in veliko število odvetnikov. Zgodnji nastanek Zutphena v srednjem veku kot glavnega mesta grofije pojasnjuje njegov pomemben položaj v pravnem sistemu.

## Pobratena mesta
Zutphen je pobraten z:
| - Horstmar, Nemčija - Satu Mare, Romunija | - Shrewsbury, Anglija - Villa Sandino, Nikaragva |

## Znameniti prebivalci
- Arnold Joost van Keppel, 1. grof Albemarle, okoli 1700
- Joop Westerweel
- Jan Brandts Buys, 1893

## Galerija
- Urogradnja v Zutphenu na dvornem vrtu
- IJsselharbour v Zutphenu
- Zutphen